# Цеплиці (Вармінсько-Мазурське воєводство)
Цеплиці (пол. Cieplice) — село в Польщі, у гміні Ельблонґ Ельблонзького повіту Вармінсько-Мазурського воєводства.
Населення — 146 осіб (2011).
У 1975-1998 роках село належало до Ельблонзького воєводства.

## Демографія
Демографічна структура станом на 31 березня 2011 року:
|          | Загалом | Допрацездатний вік | Працездатний вік | Постпрацездатний вік |
| -------- | ------- | ------------------ | ---------------- | -------------------- |
| Чоловіки | 77      | 16                 | 56               | 5                    |
| Жінки    | 69      | 14                 | 44               | 11                   |
| Разом    | 146     | 30                 | 100              | 16                   |